# Таттвартха-адхигама-сутра
Таттвартха-адхигама-сутра (или Таттвартха-сутра – «сутра постижения категорий реальности», «сутра, приводящая к постижению категорий реальности») — трактат Умасвати, являющийся наиболее авторитетным текстом в джайнской философии, «джайнской библией», наиболее комментируемым текстом джайнской литературы. «Таттвартха-адхигама-сутра» признаётся как дигамбарским так и  шветамбарским направлением джайнизма.

## Символ веры
Текст «Таттвартха-адхигама-сутры» начинается с джайнского «символа веры»:

Путь Освобождения — [это] правильные воззрение, познание, поведение.

В другом переводе:

Путь к освобождению — праведные воззрение, познание, поведение.

## Содержание
«Таттвартха-адхигама-сутра» написана на санскрите и состоит из десяти глав (адхьяя) неравного объёма,  поэтому иногда этот трактат называют «Даша-адхьяя» — «Десятиглавник».
1. [Введение. Теория познания]
2. [Природа дживы]
3. [География расселения джив]
4. [Расселение джив в космосе: боги]
5. [Аджива[англ.]]
6. [Асрава[англ.]]
7. [Асрава. Продолжение]
8. [Бандха[англ.]]
9. [Самвара[англ.] и нирджара[англ.]]
10. [ Мокша][5]

## Философия «Таттвартха-адхигама-сутры»
Философия «Таттвартха-адхигама-сутры» представляет семь категорий истины: 
1. Души существуют (джива);
2. Существуют неодушевлённые объекты (аджива);
3. Деятельность тела, речи и ума вызывает накопление благой или неблагой кармы  (асрава);
4. Кармические частицы привязываются к душе и влияют на дальнейшее существование души (бандха);
5. Приток кармических частиц может быть остановлен (самвара);
6. Кармические частицы могут отпасть от души (нирджара);
7. Полное освобождение от кармических частиц приводит к освобождению из колеса сансары (мокша)[5].

Страсти являются причиной того, что кармические частицы привязываются к душе. Страсти вызывают невнимательность (отсутствие осознанности), невнимательность приводит к насилию, гибели живых существ и накоплению неблагой кармы. Бесстрастное поведение, ненасильственные действия не ведут к накоплению кармы. Духовные практики аскезы и медитации способствуют освобождению души от кармических частиц.

## Переводы
Первый перевод «Таттвартха-адхигама-сутры» был выполнен Г. Якоби в 1906 году (на немецкий язык).
Первый перевод «Таттвартха-адхигама-сутры» на русский язык выполнен Терентьевым А. А. в рамках диссертация на соискание ученой степени кандидата исторических наук «„Таттвартха-адхигама-сутра“ Умасвати как древнейший источник постканонического джайнизма».